# Дружина бога Амона

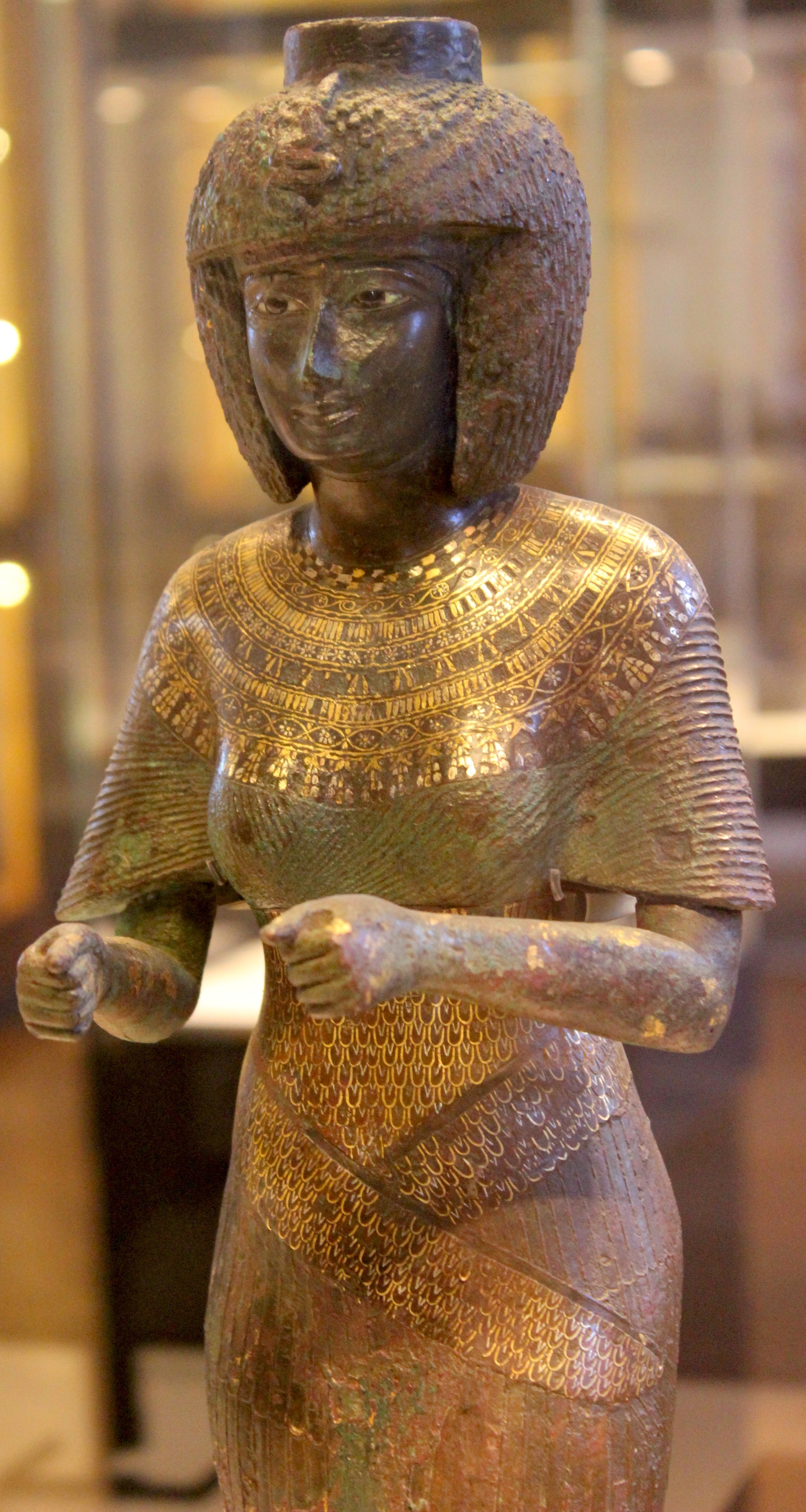
Каромама-Мерітмут

Дружина бога Амона — важлива посада в системі рангів Стародавнього Єгипту, яку займали верховні жриці та представниці правлячих династій. Багато з них відігравали важливу політичну роль. Існувала з часів X династії до 525 року.

## Історія
В Перший перехідний період (на думку дослідників напевне за X династії) з'являються перші згадки про титул «Дружина бога Амона», яким володіли спочатку верховні жриці, а пізніше виключно жінки царської крові.
В результаті політичного піднесення Фів в часи Середнього царства (XI та XII династії) культ Амона набуває більшої популярності, а при XVIII династії фіванських фараонів стає головним державним богом. У руслі синкретизму він був ототожнений з давнім геліопольским сонячним богом Ра в образі бога Амона-Ра, царя богів і старшого божества Еннеади. Відповідно відбувається посилення впливу посади «Дружина бога Амона». Саме з часів XVIII династії цю посаду віддають виключно родичам правлячого фараона.
На деякий час за правління фараона Аменхотепа IV Ехнатона носійка цієї посади стає менш впливовою, що було пов'язано з боротьбою з прихильниками бога Амона й піднесення прихильників Атона. Лише за часів фараонів Ай та Хоремхеба «Дружина бога Амона» знову набуває колишньої ваги серед жрецтва, але вже не мав політичного значення.
Відновлення політичного значення посади відбувається в середині XX династії. Багато цього сприяв фараон Рамсес IV, який додав до посади «Дружина бога Амона» титул «Божественна обожнювачка Амона», надавши його своїй дружині. Починаючи з Рамсеса VI цю посаду надавали незайманим дочкам фараона. Ця традиція зберігалася до XXV династії.
Нубійський володар Кашта домігся у Шепенупет I, єдинокровної сестри фараона Такелота III, «Дружиною бога Амона» (верховної жрицею Амона), визнання його дочки Аменірдіс I своєї спадкоємицею, що означало початок встановлення контролю над Єгиптом. Завдяки цього відбувається нове піднесення ваги цієї посади.

## Права і обов'язки
| nTr | N41 · X1 |

Посада мала ритуальне значення. Брала участь у ритуалі знищення імен ворогів держави, обряді очищення фараона. Втім більшість священних обов'язків «Дружини бога Амона» невідомі.
В період ослаблення царської влади Дружина бога Амона була представницею центральної влади, керувала навіть деякими областями, навіть інколи номінально очолювала війська.
Водночас з часів XVIII династії використовувалася як політичний інструмент, щоб забезпечити владу над фіванським регіоном і посилити могутність жерців Амона. В часи могуті центральної влади, володарки цієї посади сприяли зміцненню влади фараона. Спадковість царського роду вважалася по жіночій лінії, правителі і релігійні інститути тісно перепліталися. За часів XVIII династії часто поєднувалася з посадою велика дружина.
Після послаблення центральної влади в часи XX династії, на цю посаду стали призначати доньок володарів Верхнього Єгипту, які водночас обіймали посади верховного жерця Амона. Ця політика забезпечувала контроль роду Герігора протягом кінця XX—XXI династії. В наступні роки відігравала роль зміцнення володарів зі знаттю Верхнього Єгипту.

## Перелік відомих «Дружин бога Амона»
- Яххотеп I — дружина фараона Таа II Секененра, мала також титул Велика дружина царя.
- Яхмос-Нефертарі — сестра-дружина фараона Яхмоса, мала також титул Велика дружина царя.
- Яхмос-Сіткамос — сестра-дочка фараона Камоса, отримала титул посмертно
- Яхмос-Мерітамон — сестра-дружина фараона Аменхотепа I
- Яхмос-Сітамон — дочка Яхмоса.
- Хатшепсут — жінка-фараон
- Нефрура — дружина Тутмоса III
- Мерітра-Хатшепсут — дружина Тутмоса III
- Мерітамон — дочка Тутмоса III
- Тія — дружина Аменхотепа II
- Сітре — дружина Рамсеса I
- Туя — дружина Сеті I
- Нефертарі — дружина Рамсеса II
- Таусерт — дружина Сеті II
- Ісіда Та-Хемджерт — дружина Рамсеса III
- Тентіпет — дружина Рамсеса IV, також «Божественна обожнювачка Амона»
- Ісіда — дочка Рамсеса VI, також «Божественна обожнювачка Амона»
- Титі — дочка або дружина Рамсеса X
- Мааткара — дочка фараона Пінеджема I
- Хенуттауї IV— дочка верховного жерця Амона Пінеджема II
- Каромама-Мерітмут — дочка фараона Осоркона II
- Ташахепер — дочка Осоркона II
- Шепенупет I — дочка Осоркона III
- Педіаменнебнестауї — дочка фараона Пефтджаубаста, отримала титул посмертно
- Аменердіс I — дочка Кашти
- Шепенупет II — дочка Піанха
- Аменірдіс II — дочка Тахарки
- Нітокріс I — дочка фараона Псамметіха I
- Анхнеснеферібре— дочка Псамметіха II
- Нітокріс II — дочка Амасіса II